# Robinsonia variegata
Robinsonia variegata là một loài bướm đêm thuộc phân họ Arctiinae, họ Erebidae.